# الأراضي الشجيرية الجافة في جيبوتي
الأراضي الشجيرية الجافة في جيبوتي هي إحدى المناطق البيئية كما تُعرّفها مؤسسة وان إيرث، وتتكوّن من شريط شبه صحراوي يمتد بالقرب من سواحل البحر الأحمر وخليج عدن في كل من إرتريا، إثيوبيا، جيبوتي والصومال. تقع هذه المنطقة البيئية في الغالب بين مستوى سطح البحر وارتفاع 800 متر، غير أن هناك العديد من التلال والمرتفعات الجبلية التي يصل ارتفاعها إلى نحو 1300 متر، بالإضافة إلى منخفضات جيولوجية بارزة نتجت عن فوالق تكتونية، مثل منخفض داناكيل الذي يصل عمقه إلى 155 مترًا تحت مستوى سطح البحر. وتُعد هذه المنطقة من أكثر المناطق نشاطًا من الناحية التكتونية، حيث تشهد العديد من الزلازل والبراكين النشطة بين الحين والآخر.
تضم المنطقة العديد من الأنواع الحية ذات الأهمية البيئية، منها قُبرة آرتشر، وهي طائر متوطن، ونوع من شجرة التنين يُعرف باسم أيدع أومبت، بالإضافة إلى مجموعة كبيرة من الحيوانات الحافرية الصحراوية، من بينها آخر تجمّع قابل للبقاء من الحمار البري الأفريقي.

## جغرافيا
تمتد المنطقة البيئية من الحدود السودانية-الإريترية جنوبًا، مرورًا بالسواحل الإريترية، إلى إثيوبيا وجيبوتي، وتمتد شرقًا نحو شمال غرب أرض الصومال. تشمل هذه المنطقة مثلث عفر، وهو سهل منخفض محاط بالمرتفعات الإثيوبية من الجنوب والشرق، ويمتد جنوب غرب عبر وادي الخسف الكبير حتى بحيرة أواسا. كما تضم أرخبيل دهلك في البحر الأحمر.
تتواجد غابات العرعر في جبال غودا ومابلا في جيبوتي كامتداد منعزل للمرتفعات الإثيوبية، التي تشتهر بالمراعي والغابات الجبلية على ارتفاعات تفوق 1000 متر. وتشمل المنطقة انخفاضات عميقة أخرى مثل بحيرة عسل. ترتفع التضاريس تدريجيًا باتجاه الغرب نحو المرتفعات الإثيوبية والإريترية، التي تتميز بمنحدرات شديدة الانحدار.
تتكوّن الصخور الأساسية في المنطقة بشكل رئيسي من تدفقات بركانية قديمة، إلى جانب وجود رواسب حديثة في الشمال وأخرى أقدم على السواحل الشمالية للصومال. وتتفاوت أنواع التربة، حيث تسود التربة الحصوية الصخرية فوق التدفّقات البركانية، بينما تنتشر التربة الرملية فوق الطبقات الرسوبية. كما تندر المجاري المائية الدائمة في المنطقة، ويُعتبر نهر أواش في إثيوبيا أبرزها، حيث ينتهي في سلسلة من البحيرات قرب الحدود مع جيبوتي.

## المناخ
يتميّز المناخ في هذه المنطقة بكونه شديد الحرارة والجفاف. يتراوح معدّل الهطول المطري السنوي بين أقل من 100 ميليمتر بالقرب من السواحل، إلى نحو 200 ميليمتر في المناطق الداخلية. وتتراوح درجات الحرارة الدنيا المتوسطة ما بين 21 إلى 24 درجة مئوية، في حين تبلغ درجة الحرارة العظمى المتوسطة نحو 30 درجة مئوية.
يضطر معظم السكان إلى بناء منازلهم من الطين، وذلك لعزل الحرارة المرتفعة في الخارج والبرودة في الداخل.